# Nintendo Platform Technology Development
Nintendo Platform Technology Development (o Nintendo PTD) è una divisione interna a Nintendo che si occupa dello sviluppo di hardware. La divisione fu creata nel settembre del 2015 in seguito alla fusione delle due organizzazioni di Nintendo Integrated Research & Development e System Development.

## Storia
La divisione Nintendo Platform Technology Development fu creata il 16 settembre 2015, come parte di una riorganizzazione strutturale di Nintendo sotto il comando dell'allora nuovo presidente, Tatsumi Kimishima. La divisione nacque dalla fusione delle divisioni di Nintendo Integrated Research & Development (IRD), specializzata nello sviluppo di hardware, e System Development (SDD), specializzata nello sviluppo di sistemi operativi e dei relativi servizi network.
La nuova divisione assunse tutti i ruoli dei suoi due predecessori. Ko Shiota, precedentemente Viceamministratore generale sotto la divisione IRD, ricopre ora la carica di Amministratore generale, mentre Takeshi Shimada, precedentemente Viceamministratore generale del Software Environment Development Department della divisione SDD, ricopre il medesimo ruolo.
La divisione si è occupata dello sviluppo della prima console ibrida della compagnia, il Nintendo Switch.